# Кічатово
Кіча́тово (рос. Кичатово, ерз. Пиче веле) — село у складі Ковилкінського району Мордовії, Росія. Входить до складу Ізосимовського сільського поселення.
Населення — 45 осіб (2010; 86 у 2002).
Національний склад станом на 2002 рік:
- мордва — 99 %